# Тайганское водохранилище
Тайга́нское водохрани́лище  (укр. Тайганське водосховище, крымскотат. Tayğan yapma gölü, Тайгъан япма голю) — расположено в Белогорском районе Крыма. Площадь поверхности — 2,00 км². Объём воды — 0,0138 км³.

## История
В 1932 году утвержден проекта водохранилища.
Строительство началось в январе 1934 года на Джайваганской балке — левом притоке реки Биюк-Карасу. Название получило в честь соседнего села Тайган. 1 ноября 1938 года строительство было завершено, в ту пору это было самое крупное водохранилище Крыма.
В 1970 году для орошения сельскохозяйственных земель рядом было построено Белогорское водохранилище. Из-за чего наполнение Тайганского водохранилища стало осуществляться из Белогорского с помощью перепускного сооружения длиной 620 м и пропускной способностью — 20 м³/с.
С 2014 года используется для водоснабжения Керчи, Феодосии и Судака посредством Северо-Крымского канала.
Из-за отсутствия осадков в июле-сентябре 2015 года к октябрю наполнение водохранилища сократилось до 3,7 млн м³ или 27 %.
Осенью 2016 года после очередной переброски в Феодосийское водохранилище уровень воды снизился до уровня, при котором парк львов «Тайган» был вынужден использовать подвоз воды.
В конце 2016 года полезные запасы отсутствовали, наполнение Северо-Крымского канала осуществлялось подземными водами и притоками бассейна реки Биюк-Карасу.
Проведённая реконструкция насосных станций Северо-Крымского канала позволила до 2-2,5 месяцев обходиться без воды Белогорского и Тайганского водохранилищ.
21 января 2019 года объём воды в Белогорском водохранилище достиг 19,5 млн м³, что позволило начать наполнение Тайганского в котором к этому времени оставался 1 млн м³.
В конце февраля наполнение продолжалось и достигло 11 млн м³ или 80 %.
К середине марта водохранилище было заполнено полностью, в Белогорском водохранилище оставался свободный запас объёмом 4 млн м³ для принятия паводковых вод. В начале апреля наполнение Тайганского водохранилища составляло 99,8 %. Наполнение составляло 8 %.
Весной 2021 года произведен ремонт плотины с заменой асфальтового покрытия и бордюров на гребне плотины на протяжении 740 метров и бетонированию мокрого откоса на участке длиной 140 метров.